# Mainkreis (Bayern)

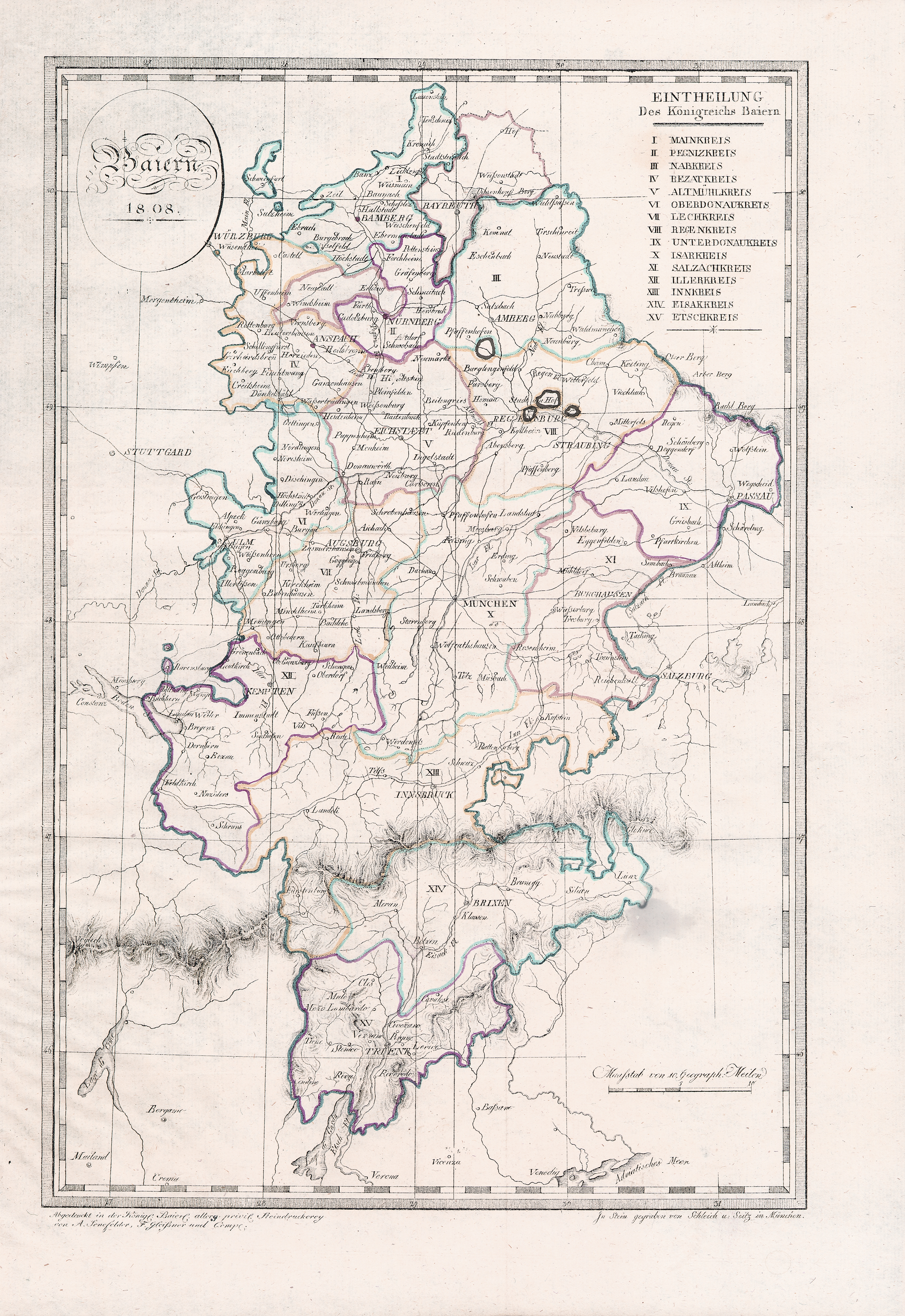
Bayerns Einteilung in Kreise im Jahr 1808

Der Mainkreis mit der Hauptstadt Bamberg war einer der Kreise des Königreichs Bayern. Er war ab 1806 bis 1837 (ab 1817 als Obermainkreis) Vorläufer des späteren Regierungsbezirks Oberfranken.

## Gliederung

### Kreisunmittelbare Städte
Bamberg, Bayreuth (ab 1812), Hof (ab 1812) und Schweinfurt

### Land- und Herrschaftsgerichte
Der Kreis gliederte sich in folgende Landgerichte (LG) älterer Ordnung bzw. Herrschaftsgerichte (HG):
Bamberg I, Bamberg II, Banz (LG, ab 1813 HG), Baunach (ab 1808), Bayreuth (ab 1812), Burgebrach, Ebermannstadt, Ebnath (HG, ab 1816), Ebrach,  Eschenbach (ab 1810), Forchheim (ab 1817), Gefrees (ab 1812), Gleusdorf (bis 1808), Gräfenberg (ab 1817), Guttenberg (HG, ab 1819), Hallstadt, Heinersreuth (HG, ab 1816), Höchstadt (bis 1810), Hof (ab 1812), Hollfeld, Kemnath (ab 1810), Kirchenlamitz (ab 1812), Kronach, Kulmbach (ab 1812), Lauenstein, Lichtenfels, Mitwitz (HG, ab 1813), Münchberg (ab 1812), Naila (ab 1812), Neustadt an der Waldnaab (ab 1810), Pegnitz (ab 1812), Pottenstein (ab 1810), Rehau (ab 1812), Scheßlitz, Schweinfurt (1804–1806), Selb (ab 1812), Seßlach (ab 1812), Stadtsteinach, Tambach (HG, ab 1814), Teuschnitz, Tirschenreuth (ab 1810), Waldsassen (ab 1810), Weidenberg (ab 1812), Weismain und Wunsiedel (ab 1812)

## Geschichte
Im Jahr 1808 kam es zu einer grundlegenden Neuordnung der Verwaltung Bayerns, die von Maximilian von Montgelas initiiert wurden. Montgelas war damals der leitende Minister des zwei Jahre zuvor gegründeten Königreichs Bayern. Im Rahmen dieser Reform wurde auch die mittlere Verwaltungsebene komplett umgestaltet, wobei die historisch gewachsenen Territorialeinheiten aufgelöst und stattdessen fünfzehn administrative Kreise geschaffen wurden, zu denen auch der Mainkreis gehörte.
Der Mainkreis mit der Hauptstadt Bamberg umfasste zunächst 18 Landgerichte und seit 1809 die kreisunmittelbaren Städte Bamberg und Schweinfurt. 1810 wurde er nach Auflösung des Naabkreises erheblich vergrößert. 1812 wurde er erneut vergrößert, indem er unter anderem 12 Landgerichte des Fürstentums Bayreuth erhielt. Kreisstadt wurde Bayreuth. Der Mainkreis wurde 1817 in Obermainkreis umbenannt und etwas vergrößert. Gleichzeitig wurde der neue Untermainkreis errichtet. Bei der von König Ludwig I. veranlassten Gebietsreform vom 29. November 1837 erfolgte unter Abtrennung der vormals zum Naabkreis gehörenden oberpfälzischen Landgerichte die Umbenennung in Oberfranken.

## Generalkommissäre des Mainkreises
| Amtszeit                                     | Generalkommissär                       |
| 1810–1814                                    | Friedrich Karl Graf von Thürnheim      |
| 1815–1832                                    | Constantin Ludwig Freiherr von Welden  |
| 1832–1837, 1838–1840 als Regierungspräsident | Ferdinand Freiherr von Andrian-Werburg |